# Técou
Técou – miejscowość i gmina we Francji, w regionie Oksytania, w departamencie Tarn.
Według danych na rok 1990 gminę zamieszkiwały 554 osoby, a gęstość zaludnienia wynosiła 29 osób/km² (wśród 3020 gmin regionu Midi-Pireneje Técou plasuje się na 551. miejscu pod względem liczby ludności, natomiast pod względem powierzchni na miejscu 587.).